# Chamaesphecia iranica
Chamaesphecia iranica is een vlinder uit de familie wespvlinders (Sesiidae), onderfamilie Sesiinae.
De wetenschappelijke naam van de soort is voor het eerst geldig gepubliceerd door Le Cerf in 1937. De soort komt voor in het Palearctisch gebied.